# Трамвайное депо имени Апакова
Трамва́йное депо́ имени Апа́кова (Замоскворецкий трамвайный парк) — одно из шести трамвайных депо ГУП «Московский метрополитен», расположенное в Центральном административном округе Москвы на улице Шаболовка. Открылось 22 июля (4 августа) 1909 года; обслуживает маршруты Центрального, Южного, Юго-Западного, Юго-Восточного и Восточного административных округов. С сентября 1923 года носит имя работника депо, революционера Петра Лукича Апакова.
В 2007 году при мэре столицы Юрии Лужкове существовал проект сноса депо и строительства на его месте ЖК и торгово-офисного центра. Для этого личным указом Лужкова комплекс был лишён статуса объекта культурного наследия. Под давлением градозащитников и горожан проект был свёрнут, однако исторические здания так и не получили обратно охранный статус.
С 4 октября 2020 по 10 апреля 2025 года было закрыто на реконструкцию.

## История

### Строительство
Замоскворецкий трамвайный парк начал свою работу 22 июля (4 августа) 1909 года. Его территория занимала 2,25 га. Производственное здание парка было построено по проекту инженера Владимира Шухова. При строительстве парка были применены самые современные на начало XX века инженерные решения: паро-воздушное отопление с котлами ланкширской системы, оригинальное утепление кровли. В комплекс построек депо также входили здания администрации, котельная, мастерские отделов пути, кабельной и воздушной сети. В 1910 году трамвайный парк обслуживал 97 вагонов. Вагонный сарай был рассчитан на 22 пути и 200 двухосных вагонов. Автор комплекса депо — архитектор М. Н. Глейниг.

### Эксплуатация
В сентябре 1923 года трамвайный парк переименовали, назвав в честь вагоновожатого революционера Петра Апакова. Первая реконструкция комплекса прошла в 1929—1932 годах, после неё парк получил возможность эксплуатировать вагоны КМ Коломенского машиностроительного завода. В 1932 году все трамвайные парки столицы были переименованы в депо, с этого момента сложилось существующее доныне название «Трамвайное депо имени П. Л. Апакова». В 1930-х оно обслуживало маршруты практически по всему городу. Вплоть до Второй мировой войны на линии выпускали также дореволюционные вагоны «Ф» (фонарные), в которых не было дверей, а водитель работал стоя. Число сотрудников на начало 1940-х превышало 2000 человек.
После войны депо стало испытательным центром трамвайной техники, в нём тестировали модель МТВ-82 и первые серии с Рижского вагоностроительного завода. С 1959 года парк Апаковского депо пополнили вагоны Tatra T2 и Tatra T3. В 1960-х в депо прошёл капитальный ремонт, тогда были построены электроаппаратная мастерская, новые зоны для ремонта, испытательные станции. В этот период парк эксплуатировал также вагоны РВЗ-50, РВЗ-51, РВЗ-55, РВЗ-60, обслуживая популярные городские маршруты, в том числе старейший из столичных — «Аннушку» («Трамвай А»), которую упоминал Михаил Булгаков в романе «Мастер и Маргарита».
В начале 1990-х депо стало эксплуатировать вагоны КТМ-8, а с середины десятилетия — модель КТМ-21. В 2000-х сеть обслуживания включала 11 маршрутов, включая круговой по Бульварному кольцу, в день перевозя до 400 тыс. пассажиров.
С 2011 года «Мосгортранс» начал проводить масштабную реструктуризацию и модернизацию предприятий. В декабре 2015 года Апаковское депо было преобразовано в Трамвайную площадку № 1 Единого трамвайного филиала ГУП «Мосгортранс».

### Проект реконструкции
До 2004 года депо имело статус объекта культурного наследия, который мэр Юрий Лужков снял личным указом, не проведя профессиональную историко-культурную экспертизу. Участок в 3,27 га без конкурса планировалось продать компании «Столица-групп» за $ 8,4 млн. Вместо депо девелопер собирался построить ЖК, офисные здания и торгово-развлекательный комплекс. Поскольку проект был представлен как «социально значимый», чиновники освободили инвестора от платы за развитие коммуникаций. Кроме того, та же компания получила заказы на модернизацию ещё трёх депо (имени Русакова, имени Баумана и Октябрьское) под трамвайный парк с Шаболовки. Проект застройки депо не афишировался, соответствующий указ Лужкова № 607РП был помечен «для служебного пользования» и стал достоянием общественности только благодаря неравнодушным сотрудникам «Мосгортранса», которых возмутило уничтожение памятника архитектуры и депо, без которого нарушилась бы работа всей трамвайной сети.
Проект вызвал широкий резонанс, горожане объединились в движение «Москвичи за трамвай» с целью сохранить депо. В течение нескольких лет вместе с представителями общества «Архнадзор» и другими неравнодушными людьми они проводили митинги и собирали подписи против сноса. По воспоминаниям членов Архнадзора, «в одно время писем в поддержку трамвая было столько, что в мэрии закончилась бумага и конверты для отправки ответов».
5 сентября 2011 года постановление о сносе депо отменил новый мэр Москвы Сергей Собянин. Было объявлено, что депо будет сохранено, однако статус объекта культурного наследия комплексу не вернули. В 2018 году Москомархитектура представила проект реконструкции депо, объяснив его необходимостью приспособить здания для работы с современными трамваями Витязь-М, которые эксплуатируются в Москве и по габаритам не проходят в ворота депо. Кроме того, движение в нём было организовано по тупиковой, а не круговой, схеме, из-за этого ежевечерне возникали «пробки» из трамваев. Главный архитектор Москвы Сергей Кузнецов заявил тогда, что «не только главное административное здание, но и весь комплекс представляет культурную и историческую ценность, проектировщики сохранили исторический внешний вид здания». Завершить работы планировали к 2023 году.

### Снос и реконструкция
В 2020 году правительство Москвы объявило о закрытии депо на реконструкцию. К моменту закрытия депо продолжало ежедневно обслуживать более 100 вагонов, которые перевозили 72000 пассажиров.
4 октября 2020 года депо имени Апакова прекратило маршрутное движение, подвижной состав был переведён на территорию Трамвайно-ремонтного завода. Оборудование и имущество парка вывезли, демонтировали инфраструктуру. Мэрия заявила, что будет проведена бережная реконструкция, производственный корпус модернизируют, уложат новые экошпалы из пластика, установят современное очистное оборудование, которое позволит повторно использовать воду для мытья вагонов. При этом исторический вид построек обещали сохранить. Заместитель мэра по вопросам транспорта Максим Ликсутов рассказывал СМИ, что планируется сохранить в абсолютно первозданном виде административный корпус. Согласно информации с сайта госзакупок, на проект выделили 2,3 млрд рублей.
10 сентября 2021 года почти все корпуса (кроме административного) был снесены. Горожане и градозащитники возмущены уничтожением ценных исторических зданий и вопиющим нарушением публично сделанных обещаний по бережной реконструкции.
30 июля 2022 года руководитель Департамента транспорта и развития дорожно-транспортной инфраструктуры Максим Ликсутов осмотрел ход реконструкции трамвайного депо. Было также объявлено, что в 2022 году будет проведён конкурс на поставку трамваев для обновлённого депо. В качестве сроков завершения реконструкции были названы конец 2023 года — начало 2024 года.
8 января 2023 года пресс-служба Департамента транспорта и развития дорожно-транспортной инфраструктуры сообщила, что реконструкцию планируется завершить в конце 2023 года, и в депо планируется направить 60 новых трамваев. Также пресс-служба департамента сообщила о планах строительства нового трамвайного депо — Нагатинского, на месте 7-го троллейбусного парка.
4 августа 2024 года мэр Москвы Сергей Собянин сообщил, что реконструкция завершена лишь на 75%, а также о грядущей реставрации административного корпуса трамвайного депо.

Открытие депо после реконструкции состоялось 10 апреля 2025 года, а реставрация административного корпуса будет завершена до конца 2025 года. 
- Трамвайное депо имени Апакова во время реконструкции (2023)

## Обслуживаемые маршруты
| №  | Конечные остановки                    | Примечания                         |
| -- | ------------------------------------- | ---------------------------------- |
| 3  | Чертановская — Чистые пруды           |                                    |
| 14 | Университет — Октябрьская             | Через улицу Вавилова               |
| 26 | Университет — Октябрьская             | Через Большую Черёмушкинскую улицу |
| 38 | Черёмушки — Дом культуры «Компрессор» |                                    |
| 39 | Университет — Чистые пруды            |                                    |
| 47 | Нагатино — Октябрьская                |                                    |

## Подвижной состав

### Линейный
1. 71-623-02 — 49 вагонов. Работают 36 вагонов.
2. МТТЕ — 5 вагонов, не работают
3. МТТЧ — 22 вагона, не работают
4. 71-628М — 1 вагон, не работает.
5. Tatra KT3R — 1 вагон, не работает.
6. Vario LF — 1 вагон, не работает.

### Служебный ПС
1. 71-623-02 — 1 вагон. Используется в качестве учебного.
2. 71-608КМ — 2 вагона. Работает 1 вагон.
3. 71-617 — 1 вагон. На линии не работает.
4. Tatra T3SU — 2 вагона, не работают.
5. Tatra T3SU [двухдверная] — 1 вагон.
6. ГС-4 — 4 вагона.
7. ЛТ-5 — 1 вагон, не работает.
8. РШМв-1 — 1 вагон.

В октябре 2010 года в депо поступили два новых вагона МТТА, которые получили № 1347 и 1348. Несколько аналогичных вагонов поступили также и в Краснопресненское депо. До этого существовало лишь 2 вагона МТТА 2004 и 2006 годов выпуска, это № 3355 и 3390 Краснопресненского депо. В октябре 2011 года вагоны № 1347 и 1348 переданы в Краснопресненское депо, где работают под № 3345 и 3348.